# Laura Govaerts
Laura Govaerts (Brasschaat, 16 juni 1994) is een Belgisch radiopresentatrice en dj.

## Biografie
Govaerts studeerde in 2019 af aan de Universiteit Gent als klinisch psychologe. Tijdens haar studies was ze actief bij het Gents Universitair Koor en het Gents studententheater.

## Media

### Humo
Govaerts begon haar mediacarrière in 2016 als videoreporter van het tijdschrift Humo. 

### Radio
In 2017 ging ze aan de slag als radiopresentatrice bij MNM. Ze presenteerde de programma's MNM Summertime, MNM Late Night en MNM Dance50. 
Van 2018 tot 2020 presenteerde ze van maandag tot donderdagavond het muziekactualiteitsprogramma MNM Big Hits.
Van 2020 tot 2024 presenteerde ze samen met Sander Gillis het programma Gillis & Govaerts tijdens de avondspits op MNM.
Sinds 2024 presenteert ze samen met DJ MagiK samen het zaterdagavondprogramma Magik Saturday.

### Televisie
Van 2021 tot 2023 presenteerde Govaerts afwisselend met Maureen Vanherbergen en Soe Nsuki het televisieprogramma Vlaanderen Vakantieland op VRT1.
Sinds het najaar van 2024 is ze een van de reporters van het reportageprogramma Iedereen Beroemd op VRT 1 in de live-rubriek Met De Doos In Huis.

## Dj-carrière
Govaerts is sinds 2024 ook als dj actief. In de podcast Laura Draait Door probeert ze op één jaar tijd te draaien op het dance-festival Tomorrowland.

## Trivia
- In 2016 deed ze mee aan de verkiezing van Miss België. Daar raakte ze tot in de Antwerpse voorrondes. In datzelfde jaar was ze ook te zien in de actiefilm De Buurtpolitie: De Grote Geldroof.
- In 2019 was ze een van de kandidaten in de televisiequiz De Slimste Mens Ter Wereld op Play4. Daar werd ze na één aflevering naar huis gespeeld door Sebastien Dewaele.[10]
- Begin 2025 was ze deel van de vakjury voor Eurosong 2025 die backstage meestemde.[11]